# 阿斯娅·塔瓦诺
阿斯娅·塔瓦诺（義大利語：Asya Tavano，2002年6月6日—），意大利女子柔道运动员，2022年欧洲柔道锦标赛女子78公斤以上级铜牌得主、2023年欧洲柔道锦标赛女子78公斤以上级铜牌得主、2024年世界柔道锦标赛混合团体铜牌得主。